# CSJ Prahova (handbal feminin)
CSJ Prahova este o echipă de handbal feminin din Ploiești, România, secție a clubului polisportiv CSJ Prahova. Echipa a evoluat în Divizia A până în 2020, când a promovat în Liga Națională. La sfârșitul sezonului 2020-2021 Activ Prahova Ploiești, cum se numea echipa în acea perioadă, a retrogradat în Divizia A.
A fost înființată în anul 2019, prin preluarea echipei de senioare HC Activ CSO Plopeni de către noul club CS Activ Prahova Ploiești, persoană juridică de drept public, instituție publică de interes județean, aflată în subordinea Consiliul Județean Prahova. Prin Hotărârea Consiliului Județean Prahova nr. 82/2024 Clubul Sportiv Activ Prahova Ploiești a fost redenumit Clubul Sportiv Județean Prahova iar culorile oficiale au fost schimbate din alb-negru-verde în albastru-galben-roșu. CSJ Prahova își desfășoară meciurile de pe teren propriu în Sala Sporturilor Olimpia.

## Sezoane recente
| Sezon   | Competiție națională | Loc | Cupa României | Supercupa României | Competiție europeană | Competiție europeană |
| ------- | -------------------- | --- | ------------- | ------------------ | -------------------- | -------------------- |
| 2019-20 | DA                   | 2 ✳ |               |                    |                      |                      |
| 2020-21 | LN                   | 15  |               |                    |                      |                      |
| 2021-22 | DA                   | 5   |               |                    |                      |                      |
| 2022-23 | DA                   | 4   |               |                    |                      |                      |

✳ Sezonul 2019-2020 al Diviziei A s-a încheiat, din cauza pandemiei de coronaviroză cauzată de noul coronavirus 2019-nCoV (SARS-CoV-2), fără a se mai disputa ultimele etape, cu rămânerea în vigoare a clasamentului valabil la data de 11 martie 2020, când s-a desfășurat ultimul meci, aplicându-se criteriile de departajare finală, iar promovarea în Liga Națională ar fi urmat să se facă în urma disputării unui turneu final, la care participau 8 echipe cel mai bine clasate în seriile Diviziei A. După ce mai multe echipe au renunțat la participarea la turneul final de promovare, în cursă au rămas doar patru echipe care concurau pentru patru locuri de promovare, făcând inutilă organizarea unui turneu. Pentru a decide locul de promovare ocupat de cele patru echipe, FRH a ales tragerea la sorți, care a avut loc pe 21 septembrie 2020.

## Lotul de jucătoare 2023/24
Conform paginii oficiale și a presei:
| Portari - 01 Emanuela Ivașcu - 12 Sara Abed Kader - 19 Ioana Paraschiv Extreme Extreme stânga - 23 Diana Fînaru - 97 Cătălina Sava - 98 Ștefania Epureanu Extreme dreapta - 17 Andreea Taivan - 71 Gabriela Vrabie - 89 Ramona Gavrilă Pivoți - 02 Carmen Șelaru - 13 Anamaria Dumitrașcu - 87 Cristiana Florea | Centri - 25 Daria Grădișteanu - 27 Roxana Beșleagă Intermediari Intermediari stânga - 05 Larisa Capră - 09 Maria Ilie Intermediari dreapta - 06 Bianca Berbece - 07 Patricia Vizitiu - 11 Florina Popescu - 29 Elena Andrița |

## Banca tehnică și conducerea administrativă
Conform paginii oficiale și a presei:
| Nume              | Ocupație                  |
| ----------------- | ------------------------- |
| Silviu Crângașu   | Director                  |
| Cătălin Popescu   | Organizator de competiții |
| Dragoș Dobrescu   | Antrenor principal        |
| Robert Comendant  | Antrenor secund           |
| Alina Dumitru     | Antrenor cu portarii      |
| Dan Ghioca        | Kinetoterapeut            |
| Dragoș Vasile     | Preparator fizic          |
| Răzvan Constantin | Maseur                    |

## Marcatoare în competițiile naționale

### Cele mai bune marcatoare în Liga Națională
| Ediție          | Nume | Goluri |
| --------------- | ---- | ------ |
|                 |      |        |
| 2020-21         |      |        |
| Ionela Leuștean | 107  |        |

### Cele mai bune marcatoare în Cupa României
| Ediție          | Nume | Goluri |
| --------------- | ---- | ------ |
|                 |      |        |
| 2019-20         |      |        |
| Ionela Leuștean | 7    |        |
|                 |      |        |
| 2021-22         |      |        |
| Mara Arvatu     | 8    |        |
|                 |      |        |
| 2022-23         |      |        |
| Mara Arvatu     | 11   |        |
|                 |      |        |
| 2023-24         |      |        |
| Florina Popescu | 4    |        |